# Bombardeo de la Fabricona de Golpejar
El bombardeo de la Fabricona de Golpejar (abril de 1937), fue un ataque aéreo producido en el transcurso de la guerra civil española (Ofensiva del Norte) realizado sobre este complejo minerometalúrgico de Golpejar de la Tercia (Villamanín), donde se encontraba atrincherada la compañía del capitán Luis Vaquero. Fue realizado por parte de la aviación de la Legión Cóndor alemana, que combatía en favor del bando sublevado contra el gobierno de la Segunda República Española.

## Contexto

### La Fabricona, complejo minero
Muy cerca de Golpejar de la Tercia, entre Cármenes y Villamanín, se encuentra la mina La Profunda. Hasta 1870 no se pone de manifiesto la verdadera riqueza del yacimiento, cuando se empieza a encontrar un conjunto de bolsadas de mineral de cobre y cobalto que delimitan un cuerpo mineralizado de 20 x 25 m de sección, alargado en dirección N-S, que llegaría a trabajarse hasta los 180 m de profundidad a la finalización de esta etapa de actividad minera, veinte años más tarde. La escasez de mineral encontrado y los continuos problemas de drenaje obligaron al cese temporal de actividad en la mina a comienzos de la década de 1890.
A comienzos de la década de 1920 se empieza a gestar el proyecto de la sociedad anónima Metalúrgica del Cobre y del Cobalto, y se reabre la explotación en todos los niveles de la mina. Se erigió por iniciativa de la Dictadura de Primo de Rivera entre los años 1923-1927 para procesar los minerales de cobre, cobalto y níquel extraídos principalmente en la mina La Profunda de Cármenes que hasta aquí eran transportados a través un cable aéreo, además de otras minas de iguales menas de la zona como por ejemplo la mina La Divina Providencia, sita en Villanueva de Pontedo, para su tratamiento, concentración y posterior envío hacia Asturias por ferrocarril donde eran procesadas. Constaba de una nave para lavadero de metales y de una serie de casonas bien construidas en piedra en las que todavía pueden apreciarse algunas barandillas, balconadas y miradores. Estas casonas servían de residencia para los ingenieros y cargos especializados de las explotaciones. 
|                  |
| Zona de molienda |

|                                               |
| Edificios superiores y torre de tranvía aéreo |

|                    |
| Vista desde el sur |

|                     |
| Planta de procesado |

La actividad de este complejo cesó en 1931 tras apenas dos años de actividad efectiva. La causa principal de este cierre fue una bajada del precio del cobalto en los mercados internacionales.

### Ofensiva sobre Asturias
El 21 de marzo de 1937, tras los repetidos fracasos en el asedio de Madrid, Franco expuso sus generales los nuevos planes militares: Madrid pasaría a ser un frente defensivo mientras que los principales esfuerzos se dirigirían en el Frente norte bajo la dirección de Mola. Los territorios republicanos del norte eran una presa tentadora: no solo estaban políticamente divididos y peor equipados que las unidades del centro, sino que comprendían el hierro del País Vasco y el carbón de León  y Asturias, así como el acero y las industrias químicas de Asturias y de Vizcaya. Se trataría del primer ejemplo mundial de operaciones combinadas de aire y tierra a gran escala.
Mientras los nacionales lanzaban su ofensiva sobre País Vasco (31 de marzo - 1 de julio) y más tarde sobre Cantabria (14 de agosto - 2 de septiembre), Asturias permanecía, a excepción de Oviedo, en manos republicanas. Franco se sirvió tanto de la Legión Cóndor como de la Aviación Legionaria para infligir numerosos ataques, los cuales a veces eran combinados con las operaciones terrestres o se realizaban de forma aislada sobre posiciones estratégicas del bando republicano.

## Ataque aéreo
Tras otros bombardeos como el de Durango (31 de marzo de 1937), la Legión Cóndor atacaba posiciones estratégicas republicanas. En el complejo minero La Fabricona, que por aquel entonces llevaba cerrado 6 años, estaba atrincherado el capitán Luis Vaquero al mando de su compañía. La Fabricona se encuentra en un lugar estratégico fundamental para la República, pues servía de defensa ante un inminente ataque por parte de los sublevados hacia Asturias a través del Puerto de Pajares. Es por ello que era de vital importancia para los sublevados poder debilitar esas unidades defensivas antes de poner en marcha una operación terrestre. Además serviría como ensayo para los aviones en posteriores ataques a la zona asturiana. Los alemanes querían poner a prueba la nueva técnica del «Bombardeo en alfombra», que consistía en el bombardeo de objetivos terrestres mediante ataques por concentración, sobrevolando en formación cerrada y a baja altura. En un terreno extremadamente montañonso como el existente entre León y Asturias, estas nuevas técnicas de ataque demostraron ser muy eficaces.

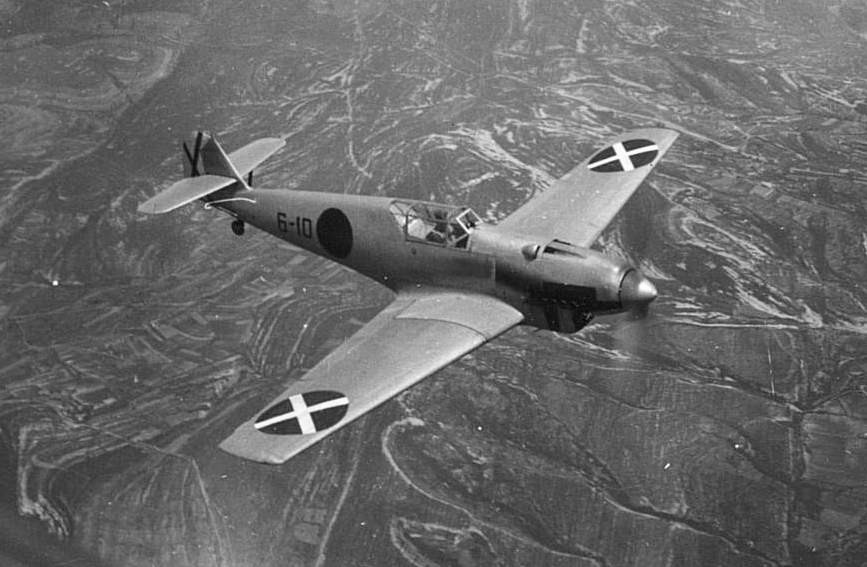
Bf 109A de la Legión Cóndor con símbolos nacionalistas españoles

El destacamento republicano al mando del capitán Luis Vaquero, resistió todos los ataques de las tropas franquistas convirtiéndose en un baluarte de la zona republicana hasta abril de 1937. La Legión Cóndor despegó de La Virgen del Camino (a 50 km de distancia de Golpejar), su base para las operaciones del Frente Norte. Al mando de los aviones se encontraba Wolfram von Richthofen, primo del célebre Barón Rojo. El ruido del motor de los aviones inundó los valles de La Tercia. El miedo se apoderó de la gente, pues no se disponía de defensa antiaérea por lo que poco pudieron hacer. Tanto bombarderos como cazas descargaron su armamento sobre La Fabricona reduciéndola a escombros y cenizas. Casi ningún soldado pudo huir de las bombas y ametralladoras debido a que la Fabricona se levantaba en medio de un gran valle. Perecieron casi todos los soldados del destacamento y el capitán Luis Vaquero resultó gravemente herido. Días más tarde, el 26 de abril de 1937, Richtofen ejecutaría el mismo plan pero a gran escala sobre la ciudad vizcaína de Guernica.

## Consecuencias
En Asturias, las operaciones terrestres no empezarían hasta el 1 de septiembre de 1937. El plan era atacar Asturias desde el Norte, al mando del general José Solchaga, y por el sur se encargaría el general Antonio Aranda. Este último quería continuar con la línea San Pedro de Luna-La Magdalena-La Robla hasta llegar al Puerto de Pajares.  Aranda para ello contaba con 16 unidades tipo batallón, 6 baterías, 4 compañías de zapadores, 2 secciones de transmisiones y otros servicios.
El ataque de la Legión Cóndor a la Fabricona de Golpejar allanó en cierta medida el paso de Aranda hacia el Puerto de Pajares, no obstante no se lo pusieron fácil. El día 15 llegaron 7 trenes a Villamanín con refuerzos del mayor Bárzana para la república  que contraatacaron sin éxito y las unidades nacionales llegaron a Villasimpliz. Los refuerzon republicanos no pudieron contener el ataque de Aranda que estaba instalado en la línea de los Celleros-Peña Prieta. Incendiaron los pueblos de Viadangos, Poladura, Rodiezmo y Villamanin. En Peñalaza se habían ido juntando milicianos supervivientes de los combates de Aralla, Peña Ubiña, Pola de Gordón, Villamanín, Sierra del Cueto, los Celleros y Perruca o Pico del Moro. El 22 se llegó a los altos de Villamanín y Cármenes. Cerró el puerto de Pajares y dispuso de la carretera de Asturias como una vía de penetración masiva.
En 2018 sobreviven al paso del tiempo las ruinas que dejó el ataque de la Legión Cóndor en la Fabricona de Golpejar.